# Hubert Schmalix
Hubert Schmalix (* 17. Dezember 1952 in Graz; † 23. März 2025 in Los Angeles) war ein österreichischer bildender Künstler.

## Leben

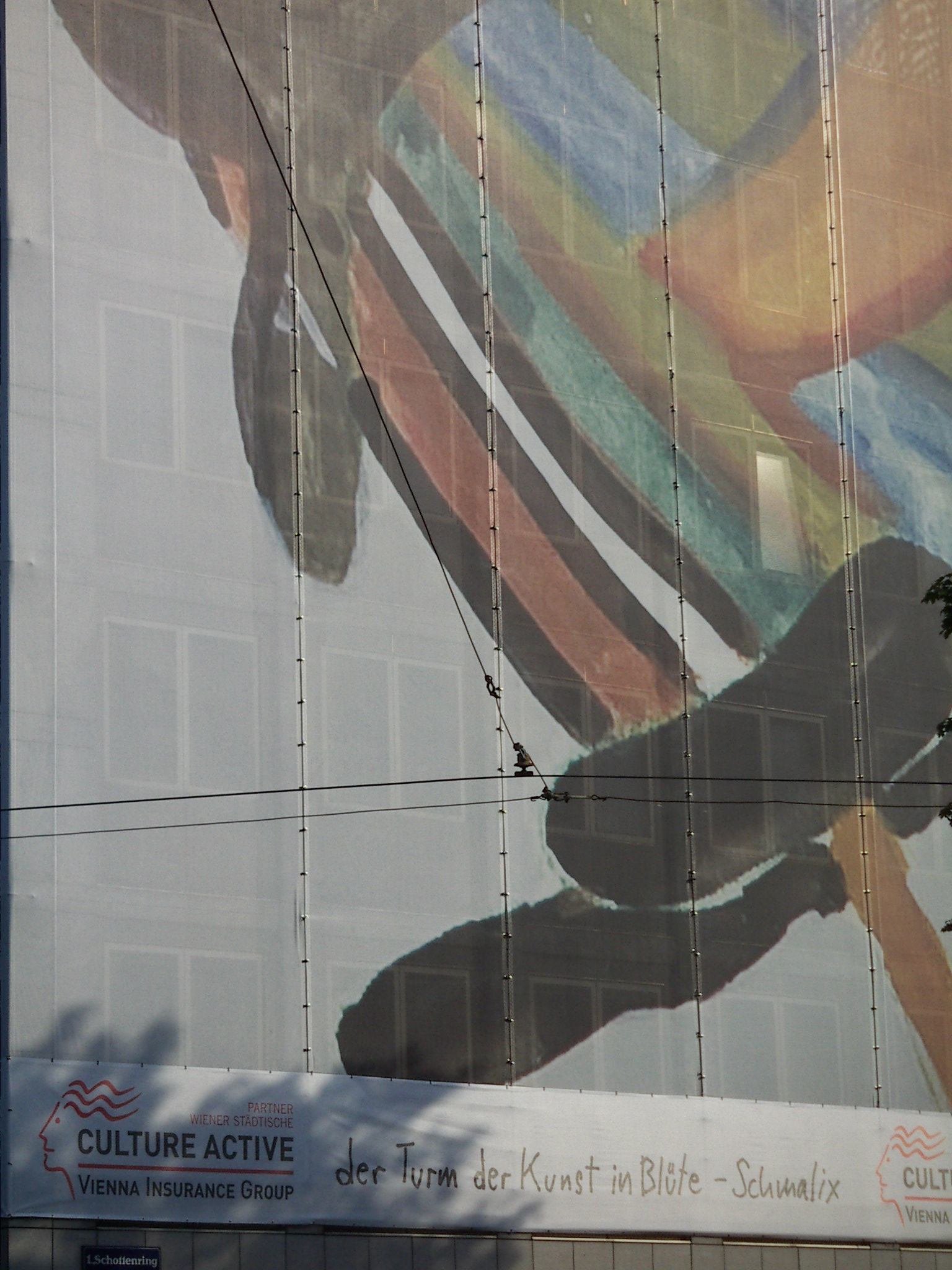
Temporäre Kunst am Bau am Ringturm in Wien: der Turm der Kunst in Blüte (Detail) (2008)

Hubert Schmalix studierte von 1971 bis 1976 an der Akademie der bildenden Künste Wien bei Max Melcher. Im Künstlerhaus Wien hatte er 1976 seine erste Einzelausstellung. 1983 nahm er an der Kunstausstellung Aktuell 83 im Lenbachhaus in München teil. Ab 1984 lebte Schmalix im Ausland. und stellte u. a. in dieser Zeit in Sydney bei der Biennale aus. Er lebte länger auf den Philippinen und übersiedelte 1987 nach Los Angeles, USA, wo er bis zu seinem Tod im März 2025 lebte.
Er war von 1992 bis 2005 Gastprofessor an der UCLA, Los Angeles, und von 1999 bis 2006 Professor an der Akademie der bildenden Künste Wien.  Am 23. März 2025 starb er im Alter von 72 Jahren in Los Angeles.

## Werke
Er wurde zu Beginn der 1980er Jahre als Exponent der „Neuen Malerei“ international bekannt. Nach seiner Zeit auf den Philippinen, wo er eine Einheimische heiratete, änderte sich sein Stil von „expressionistisch-wild“ zu banal, naiv und still. Häufiges Motiv ist seine Frau, die er auf fast monochrom grün, rot oder ocker eingefärbtem Grund, oft nur mit alibihaft erscheinenden dazugemalten Gegenständen, darstellt. Schmalix gestaltete auch die Konzilspfarrkirche St. Paul im Stadtteil Riedenburg in Salzburg.

## Museen mit Werken
- Museum of Contemporary Art Zagreb
- Neue Galerie Graz am Landesmuseum Joanneum
- Sammlung Essl – Kunsthaus, Klosterneuburg
- Museum der Moderne Salzburg Rupertinum
- Museum für Angewandte Kunst (MAK), Wien
- Bank Austria Kunstforum, Wien
- Museum Stift Admont

## Auszeichnungen
- 2024: Ehrenzeichen des Landes Steiermark für Wissenschaft, Forschung und Kunst, I. Klasse[3]